# 気分モヤモヤ サラサラ チクチク
『気分モヤモヤ サラサラ チクチク』は、1985年7月25日に発売された、THE GOOD-BYEの7枚目のシングルである。

## 収録曲
- SIDE A

1. 気分モヤモヤ サラサラ チクチク [2:54]
作詞:野村義男／作曲:曾我泰久／編曲:THE GOOD-BYE

- SIDE B

1. 摩訶WHO SEE議 （PLAY OUT Version）  [4:48]
作詞・作曲:野村義男／編曲:THE GOOD-BYE
  - 『ALL YOU NEED IS …グッバイに夢中!』からの楽曲をシングルカットしたバージョンを収録。

## 楽曲の収録アルバム
- 4 SALE（#1）
- OLDIES BUT Good-Buy!（#1、#2）
  - 組曲内に収録。
- Anthology 1983〜1990（#1）
- READY! STEADY!! THE GOOD-BYE!!!（#1、#2）
  - #2は『ALL YOU NEED IS …グッバイに夢中!』からのをアウトロを編集した音源を収録。